# Bureau du forestier en chef
 (février 2022).
La mise en forme du texte ne suit pas les recommandations de Wikipédia : il faut le « wikifier ».
Les points d'amélioration suivants sont les cas les plus fréquents. Le détail des points à revoir est peut-être précisé sur la page de discussion.
- Les titres sont pré-formatés par le logiciel. Ils ne sont ni en capitales, ni en gras.
- Le texte ne doit pas être écrit en capitales (les noms de famille non plus), ni en gras, ni en italique, ni en « petit »…
- Le gras n'est utilisé que pour surligner le titre de l'article dans l'introduction, une seule fois.
- L'italique est rarement utilisé : mots en langue étrangère, titres d'œuvres, noms de bateaux, etc.
- Les citations ne sont pas en italique mais en corps de texte normal. Elles sont entourées par des guillemets français : « et ».
- Les listes à puces sont à éviter, des paragraphes rédigés étant largement préférés. Les tableaux sont à réserver à la présentation de données structurées (résultats, etc.).
- Les appels de note de bas de page (petits chiffres en exposant, introduits par l'outil «  Source ») sont à placer entre la fin de phrase et le point final[comme ça].
- Les liens internes (vers d'autres articles de Wikipédia) sont à choisir avec parcimonie. Créez des liens vers des articles approfondissant le sujet. Les termes génériques sans rapport avec le sujet sont à éviter, ainsi que les répétitions de liens vers un même terme.
- Les liens externes sont à placer uniquement dans une section « Liens externes », à la fin de l'article. Ces liens sont à choisir avec parcimonie suivant les règles définies. Si un lien sert de source à l'article, son insertion dans le texte est à faire par les notes de bas de page.
- La présentation des références doit suivre les conventions bibliographiques. Il est recommandé d'utiliser les modèles {{Ouvrage}}, {{Chapitre}}, {{Article}}, {{Lien web}} et/ou {{Bibliographie}}. Le mode d'édition visuel peut mettre en forme automatiquement les références.
- Insérer une infobox (cadre d'informations à droite) n'est pas obligatoire pour parachever la mise en page.

Pour une aide détaillée, merci de consulter Aide:Wikification.
Si vous pensez que ces points ont été résolus, vous pouvez retirer ce bandeau et améliorer la mise en forme d'un autre article.

## Mission du Forestier en chef
Le Forestier en chef a pour mission principale de déterminer les possibilités forestières des forêts publiques du Québec. Les possibilités forestières correspondent au volume maximum des récoltes annuelles de bois par essence ou groupe d’essences que l’on peut prélever tout en assurant le renouvellement et l’évolution de la forêt sur la base des objectifs d’aménagement durable des forêts.

## Principaux mandats
Le forestier en chef a pour fonctions, dans le respect des orientations et des objectifs prévus à la stratégie d’aménagement durable des forêts:
1°  d’établir les méthodes, les moyens et les outils requis pour calculer les possibilités forestières des forêts du domaine de l’État;
2°  de déterminer les données forestières et écologiques requises pour effectuer les analyses servant à déterminer les possibilités forestières;
3°  de préparer, de publier et de maintenir à jour un manuel d’aménagement durable des forêts servant à déterminer les possibilités forestières;
4°  d’apporter, à la demande du ministre, le support requis à l’élaboration des stratégies d’aménagement forestier dans le cadre du processus de la planification forestière;
5°  de déterminer les possibilités forestières pour les unités d’aménagement, les forêts de proximité et certains territoires forestiers résiduels en tenant compte des objectifs régionaux et locaux d’aménagement durable des forêts;
6°  de réviser les possibilités forestières aux cinq ans afin de les mettre à jour, le cas échéant;
7°  de modifier les possibilités forestières assignées à un territoire, à la demande du ministre, lorsque les circonstances sont telles que, sans une modification immédiate de celles-ci, l’aménagement durable des forêts risquerait d’être compromis ou lorsque, sur la base des mêmes considérations que celles prévues pour sa détermination, les possibilités peuvent être revues à la hausse;
8°  de rendre publiques les possibilités forestières, leur date d’entrée en vigueur ainsi que les motifs justifiant leur détermination;
8.1°  de déterminer, après la révision quinquennale des possibilités forestières, conformément à l’article 46.1, les volumes de bois non récoltés devenus disponibles pour la récolte et de rendre publics ces volumes ainsi que les motifs justifiant leur détermination;
9°  d’analyser les résultats obtenus en matière d’aménagement durable des forêts du domaine de l’État et de transmettre cette analyse au ministre au moment et selon les conditions fixés par ce dernier.
La date d’entrée en vigueur des possibilités forestières déterminées ou révisées par le forestier en chef correspond à la date d’entrée en vigueur des plans tactiques d’aménagement forestier intégré. La date d’entrée en vigueur des possibilités forestières modifiées par le forestier en chef en vertu du paragraphe 7° du premier alinéa est arrêtée par le ministre; cette date ne peut cependant être antérieure au 1er avril suivant l’année de la demande de modification.